# 픽션들

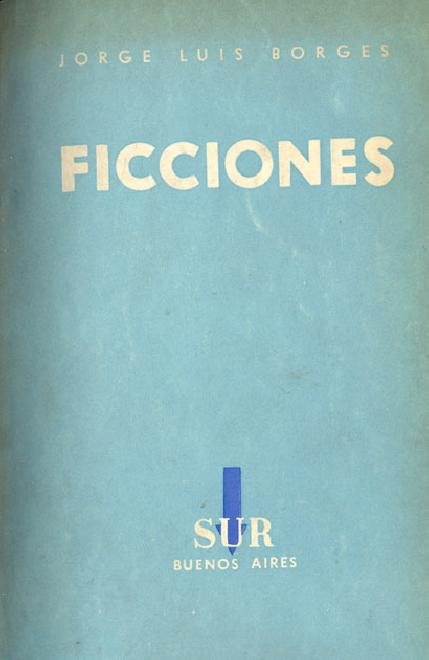

《픽션들》(스페인어: Ficciones)은 호르헤 루이스 보르헤스가 쓴 단편소설 17개를 엮은 책이다.

## 목차
- 두 갈래로 갈라지는 오솔길들의 정원(El jardín de senderos que se bifurcan)
  - 서문
  - 틀뢴, 우크바르, 오르비스 테르티우스(Tlön, Uqbar, Orbis Tertius)
  - 알모타심으로의 접근
  - 피에르 메나르, 《돈 키호테》의 저자(Pierre Menard, autor del Quijote)
  - 원형의 폐허들
  - 바빌로니아의 복권
  - 허버트 퀘인의 작품에 대한 연구
  - 바벨의 도서관
  - 두 갈래로 갈라지는 오솔길들의 정원

- 기교들
  - 서문
  - 기억의 천재 푸네스
  - 칼의 형상
  - 배신자와 영웅에 관한 주제
  - 죽음과 나침반
  - 비밀의 기적
  - 유다에 관한 세 가지 이야기
  - 끝
  - 불사조 교파
  - 남부